# David Koresh
David Koresh, właściwie Vernon Wayne Howell (ur. 17 sierpnia 1959 w Houston w stanie Teksas, zm. 19 kwietnia 1993 w Waco w stanie Teksas) – amerykański przywódca apokaliptycznej sekty Gałęzi Dawidowej, która była odłamem Dawidowych Adwentystów Dnia Siódmego. Uważał się za proroka. Jego żoną była Rachel Jones. 

## Życiorys
W lutym 1993, kiedy urzędnicy ATF zamierzali go aresztować, zabarykadował się on wraz ze swoimi współwyznawcami na farmie w Waco w Teksasie. Następnie wywiązała się strzelanina między członkami Gałęzi Dawidowej a agentami ATF, którzy w tym czasie oblegali budynek. Dla członków sekty nie było jasne, kto ich atakował, gdyż telefonicznie wzywali policję, zgłaszając najście. Podczas akcji FBI mającej miejsce dwa miesiące po najściu ATF i trwającym 51 dni oblężeniu farma stanęła w płomieniach. Ogień rozniecili członkowie sekty w celu dokonania samospalenia.
Po ugaszeniu pożaru i odnalezieniu szczątków Davida Koresha ustalono, że zmarł od strzału w głowę. Położenie nadgarstka potrzebne do wykonania takiego strzału zmniejsza jednak prawdopodobieństwo samobójstwa, choć go nie wyklucza. Ogólny bilans zmarłych to: David Koresh, jego żona, dzieci oraz inni mieszkańcy Mount Carmel Center – razem 82 zabitych, w tym 25 ofiar poniżej 16. roku życia; po stronie federalnej – 4 agentów ATF zastrzelonych podczas pierwszego ataku 28 lutego 1993. Z płonącego budynku (19 kwietnia 1993) uratowało się tylko 9 osób, nie licząc tych, którzy wyszli dobrowolnie przed pożarem (21 dzieci i dwoje dorosłych). Późniejsze śledztwo w kongresie USA wykazało, że ATF i FBI popełniły całą serię błędów oraz nie potwierdziło prasowych insynuacji na temat okrucieństwa i rozwiązłości samego Koresha.